# Laguna de Tequesquitengo
El Lago de Tequesquitengo, está situado en México, es el principal almacenamiento hídrico del estado de Morelos, es una cuenca cerrada de 28 km², con una superficie de inundación de 8 km². Desde el punto de vista geológico es una fosa tectónica de más de 130 metros de profundidad que se formó como consecuencia del colapso del techo de grandes cavernas producidas por la disolución de la roca caliza que se encuentra como basamento. Está ubicado a 111 km de la Ciudad de México y 39 km de Cuernavaca. El lago en forma de gota tiene las siguientes dimensiones: el espejo de agua mide 4.2 km de largo, 2.5 km de ancho y 16 km de perímetro, está ubicado a 887.37 metros sobre el nivel del mar entre Puente de Ixtla y Jojutla de Juárez en el Estado de Morelos.  Tiene una capacidad máxima de almacenamiento de 168.9 hm³, nivel en el cual se inunda una superficie de ocho km² y se ve limitado por el umbral del túnel vertedor ubicado en su porción suroeste, cuya elevación es de 887.37 msnm.

Tequesquitengo en la época de lluvias recibe aguas de diversos afluentes, como la barranca Honda y la barranca del Muerto. Su principal fuente de abastecimiento son manantiales que se encuentran distribuidos en diferentes puntos del propio lago.

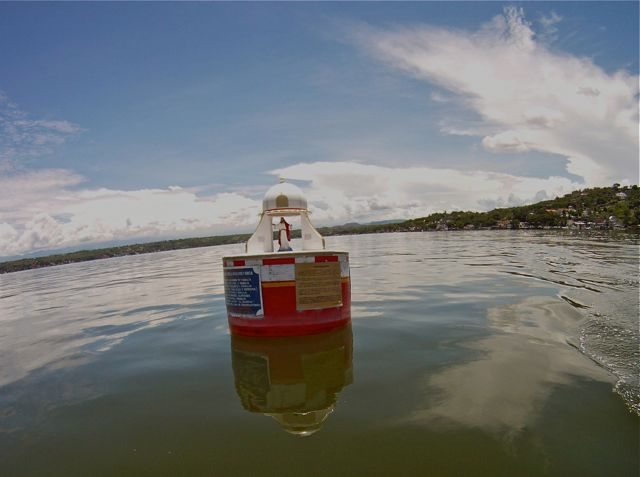
Boya sobre la iglesia-Tequesquitengo

Originalmente existió un pequeño lago en la parte norte del actual acuífero, a la orilla del cual se estableció el pueblo de San Juan Bautista Tequesquitengo. A mediados del siglo XIX aumentó la dimensión del lago y paulatinamente fue inundando el poblado hasta cubrirlo totalmente. La cúpula de la iglesia del antiguo pueblo se encuentra marcada con una boya y puede apreciarse a 6 metros de la superficie.

## Historia
Su origen se remonta hacia 1650, cuando un pequeño pueblo se estableció a la orilla de un ojo de agua, donde los indígenas explotaban el tequesquite, material utilizado en la fabricación de jabón, para purgar el ganado vacuno y equino y así venderlo a los comerciantes a su paso con destino a Acapulco. También sembraban ajonjolí y maíz. Este poblado tenía un templo perteneciente a la orden de los frailes dominicos del monasterio de Tlaquiltenango, dedicada a San Juan Bautista.

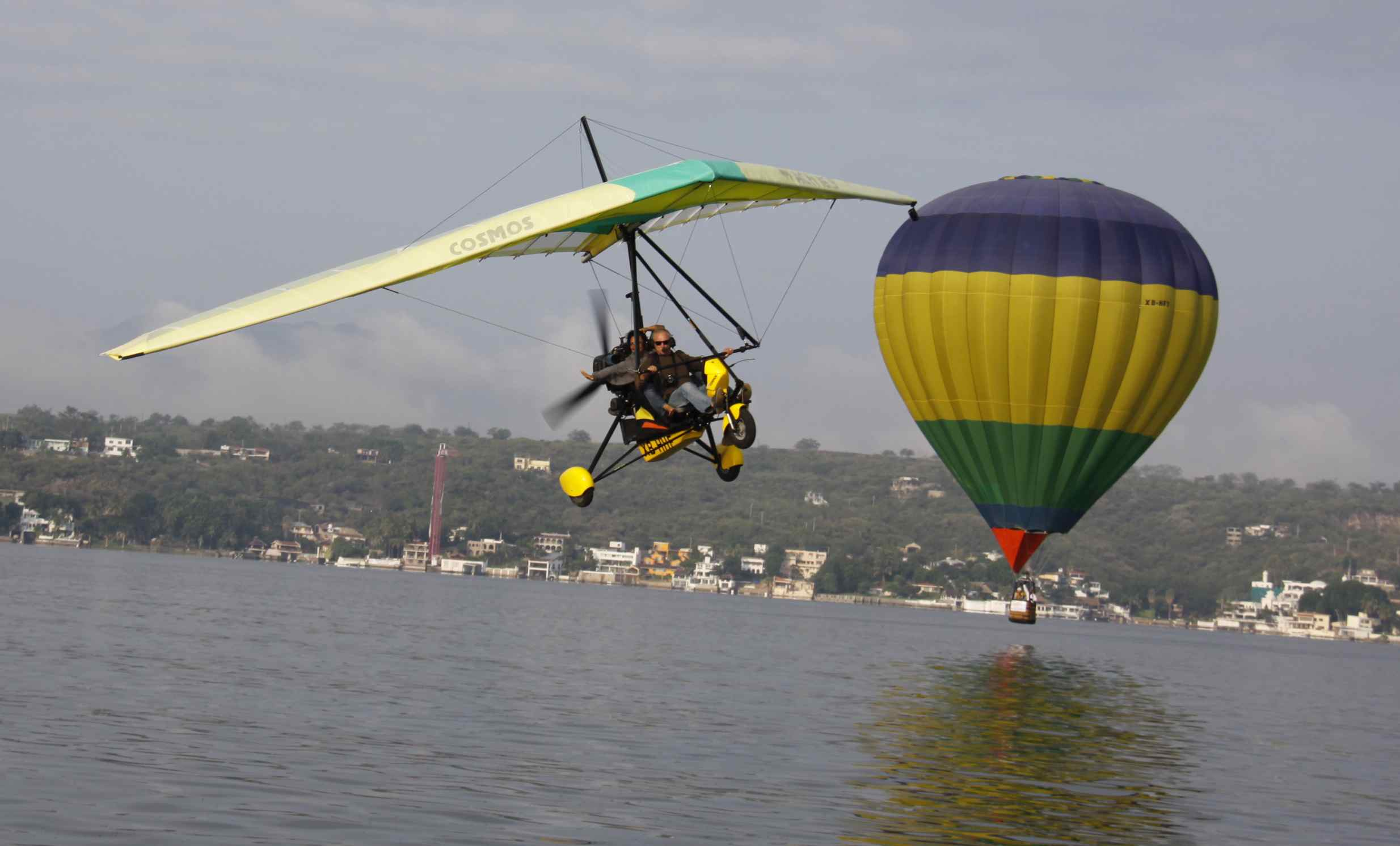
Destino Turístico

En el siglo XIX, los hermanos Miguel y Leandro Mosso, dueños de la hacienda San José Vista Hermosa, fueron convirtiendo todos los terrenos del pueblo disponibles, en tierras de riego para siembra de caña de azúcar. Al desviar los “achololes” (agua sobrante de los riegos de los campos de caña) hacia el valle, se aumentó el volumen de agua del Lago de Tequesquitengo a tal grado que los habitantes del poblado tuvieron que irse a vivir a las partes más altas, pues para 1865, el agua llegó a cubrir totalmente hasta la torre del templo. El antiguo pueblo de Tequesquitengo se asentó en un terreno “kárstico” o “dolina”, que es un área con grandes concentraciones de roca caliza que va disolviéndose gradualmente por la acción erosiva del agua.
Sin embargo John Womack Jr. cita en su tesis sobre Zapata y la Revolución Mexicana otra explicación del proceso (pág 44):
"De estos fracasos, el más impresionante fue sin duda el de Tequesquitengo. Los campesinos habían ofendido al dueño de la cercana hacienda de San José Vista Hermosa, el cual, a manera de represalia, metió su agua de riego al lago e inundó todo el pueblo..."

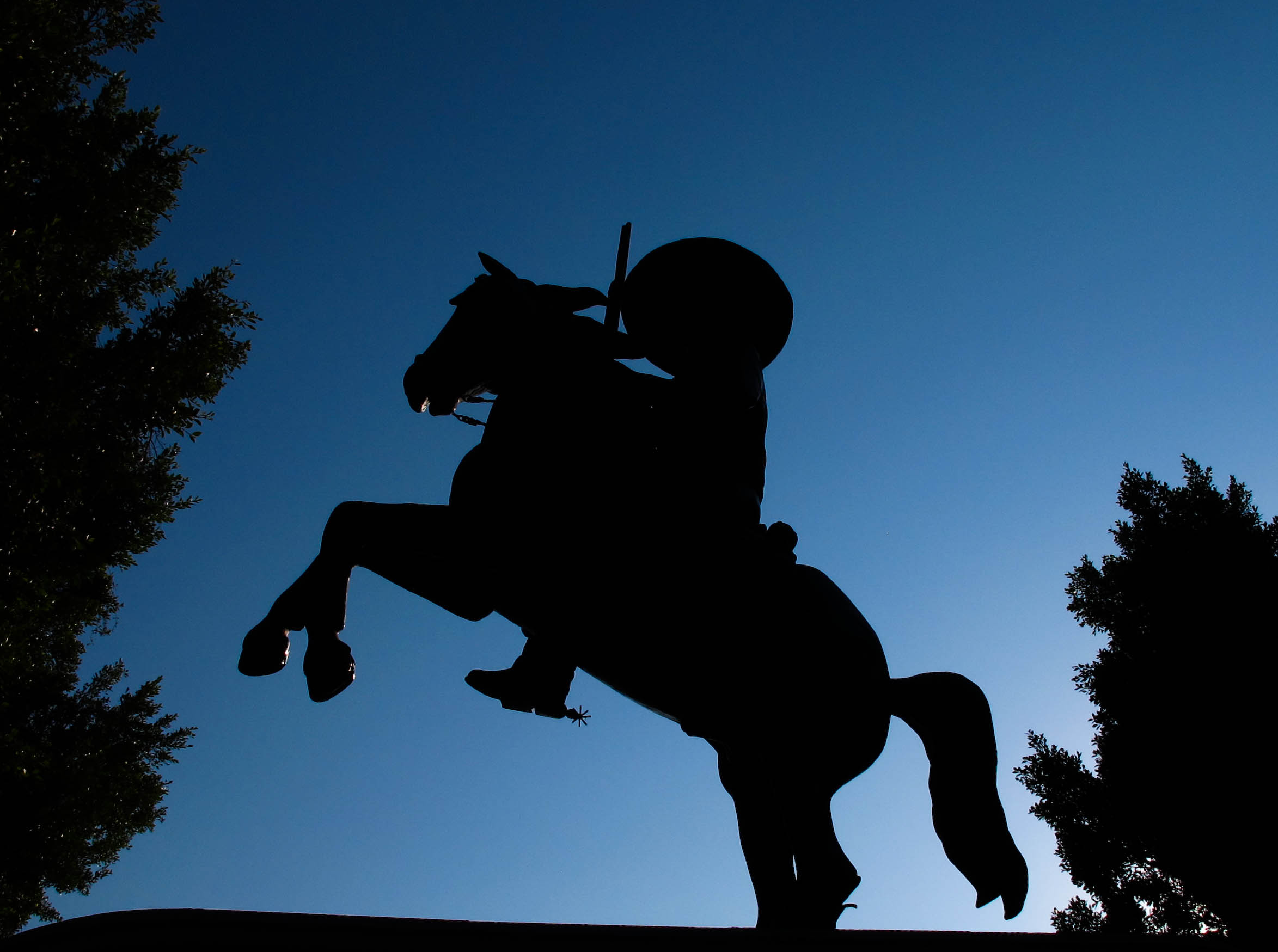
Estatua ecuestre del General Emiliano Zapata

Mediante decreto presidencial del 6 de noviembre de 1940, y con el fin de establecer un centro turístico, se expropiaron a favor del Gobierno del Estado de Morelos, 505 hectáreas circundantes al Lago de Tequesquitengo, afectando tierras de los ejidos de Tehuixtla, San José Vista Hermosa, Xoxocotla y Tequesquitengo.
Los objetivos de este decreto no se cumplieron, ya que el Gobierno del Estado de Morelos no se encontraba en condiciones de impulsar el desarrollo del centro turístico, por lo que solicitó al Gobierno Federal la expedición de un nuevo decreto expropiatorio. Un segundo Decreto Presidencial se expidió el 7 de enero de 1942, dejando sin efecto el de fecha 6 de noviembre de 1940, mediante el cual se expropiaron nuevamente las mismas 505 ha en favor de la Nación y, con el fin de destinarlos al establecimiento del centro turístico, los terrenos referidos se enajenaron a favor de la empresa “Terrenos y Turismo, S.A.”

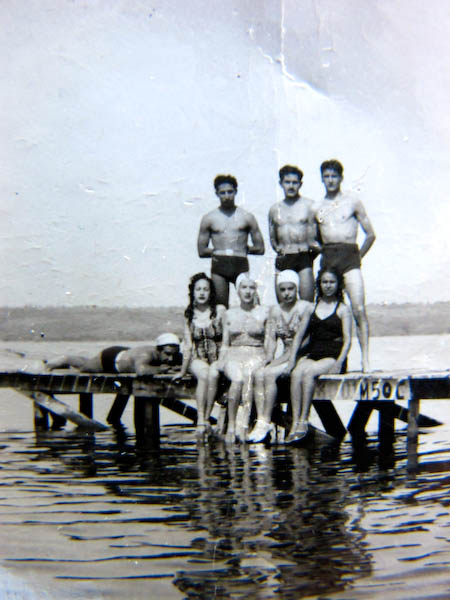
Bañistas en muelle

Para 1975 y ante el rezago del desarrollo de Tequesquitengo, el Gobierno Federal expidió un decreto expropiatorio de fecha 20 de enero de 1975, mediante el cual declaró al Fondo Nacional de Fomento Ejidal (Fonafe) como propietario de la superficie expropiada en 1942 y la decisión de que esta fuera aportada para constituir un fideicomiso. En ejecución de este Decreto, se constituyó el Fideicomiso Lago de Tequesquitengo (Filateq), teniendo como fiduciaria a Nacional Financiera, S.A. (ahora S.N.C.), como fideicomitente al Fonafe y como fideicomisarios al propio Fonafe y los ejidos de Tehuixtla, San José Vista Hermosa, Xoxocotla y Tequesquitengo.
Actualmente, Tequesquitengo reúne una importante infraestructura turística, hotelera, restaurantes y de servicios.
El lago es uno de los mejores atractivos para quienes gustan de la emoción de los deportes acuáticos, como el esquí, el paseo en lancha, la natación y desde luego el buceo, que puede practicarse en la parte central del lago para observar los restos de la iglesia del antiguo poblado que permanecen debajo del agua. Cada tercer jueves de mayo se celebra la fiesta del Señor de la Ascensión con un paseo solemne en lancha alrededor del lago, posteriormente una misa, e inician los eventos culturales, bailes tradicionales y muestra de artesanía de la región.

## Medio natural

### Calidad del agua en la Laguna de Tequesquitengo
El agua presenta una alta concentración de sólidos disueltos, lo cual es una condición natural debido a que se alimenta principalmente del acuífero, que se caracteriza por el tipo de agua cálcica bicarbonatada de alta conductividad. El oxígeno disuelto es moderadamente alto en el agua superficial y declina su valor hasta valores nulos en el fondo del lago; debido a la presencia de una capa de agua intermedia (termoclina) natural que impide la mezcla completa de agua superficial con la del fondo y que a finales del año, las aguas del fondo carentes de oxígeno, emergen y se mezclan con las superficiales, ocasionan una considerable disminución de concentración de oxígeno en el agua superficial, ocurriendo una mortandad masiva de peces.

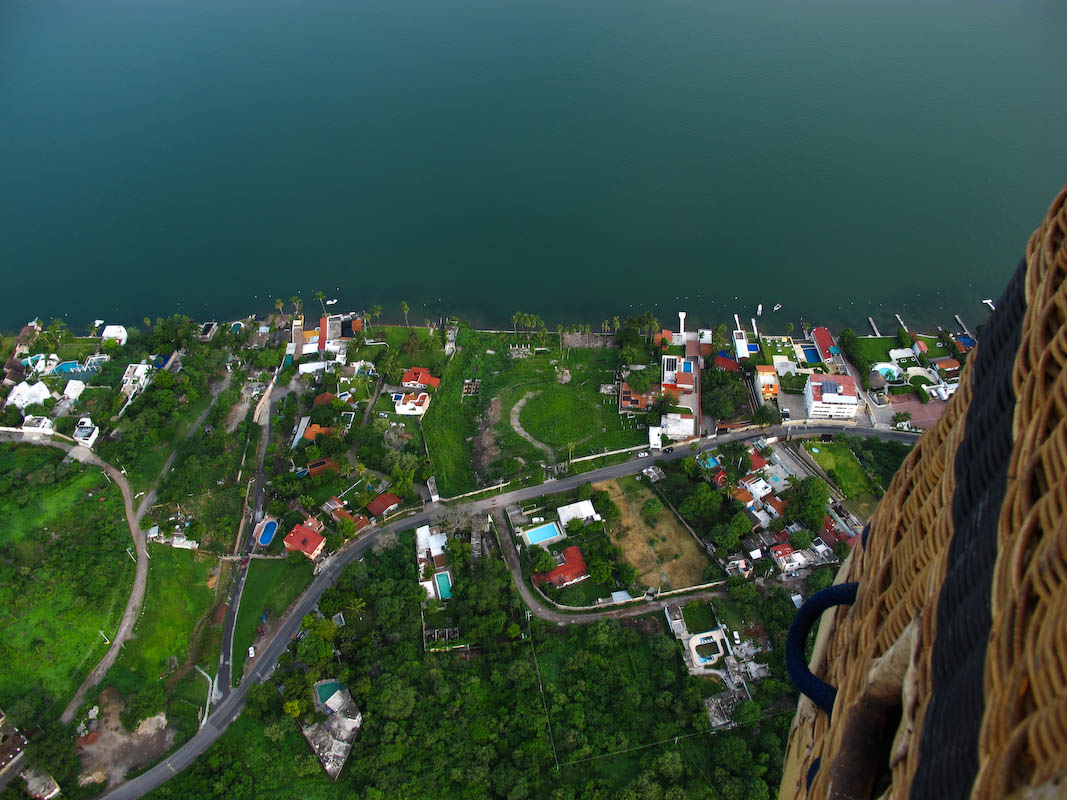
Centro de Tequesquitengo

Resultados obtenidos del análisis físico – químico de la calidad del agua muestra que esta es moderadamente potable; tiene una dureza elevada (agua cálcica bicarbonatada) siendo ésta apta para deportes acuáticos.
La Comisión para la Protección contra Riesgos Sanitarios (dependiente de la Secretaría de Salud del Estado de Morelos) realiza un monitoreo constante a lo largo del año tomando muestras en diferentes puntos del lago. De acuerdo a los parámetros establecidos por la Organización Mundial de la Salud  (0-200 NMP/100 ml) las aguas del lago cumplen con las especificaciones sanitarias para considerarse apta para uso recreativo y deportivo.

### El fenómeno del vuelco
El fenómeno del vuelco de las aguas del Lago de Tequesquitengo es provocado por el descenso de la temperatura en invierno; así, al existir una temperatura inferior en la superficie de las aguas del lago, las aguas más frías, densas y anóxicas del fondo se mezclan con la de la superficie. Provocando la desoxigenación el medio, con ello se provoca la mortandad de los peces. Muchas personas ignoran el fenómeno y lo atribuyen a una contaminación indiscriminada por parte de los visitantes. El olor azufroso se asocia con suciedad; sin embargo, esto beneficia al lago ya que para los meses de febrero, marzo y abril el fenómeno se revierte y las aguas se vuelven claras, esto permite apreciar buena parte de las edificaciones del pueblo hundido, incluyendo la iglesia.
En el año 2008 este fenómeno se presentó el 12 de diciembre, la muerte masiva de peces atrae a periodistas, curiosos y turistas.
En 2009 no se observó la mortandad de peces, sin embargo en 2010 se presenta en enero y diciembre. Al igual que en 2009, el año 2011 no presentó muerte de peces. La primera semana de enero de 2012 apareció el fenómeno. Para el año 2013, se presentaron "manchas" blancas en el fondo del lago y por primera vez se registró un tono bicolor en el agua, solo murieron peces conocidos como "platilla" en cantidades poco significativas.

### Uso de recursos
Sus recursos hídricos se aprovechan para usos agrícolas, ganaderos, turísticos y domésticos.
El uso, aprovechamiento y explotación de las aguas superficiales se realiza al amparo de los Reglamentos de las Aguas Nacionales del Estado de Morelos de 1925, 1926, así como los decretos presidenciales de 1953, 1958 y 1966.
Los principales usuarios de las aguas superficiales en el estado de Morelos son los agricultores con el 96.60 %, el uso público urbano ocupa el 2.70 % a través de tomas directas de las corrientes y principalmente de los manantiales y el uso industrial aprovecha solo el 0.70 por ciento. La infraestructura hidroagrícola del Estado presenta un considerable deterioro en su estado físico, ocasionado por el escaso mantenimiento que ha tenido a lo largo de su historia productiva, que en la mayor parte de los casos, data de años anteriores a la revolución, el estado actual de la infraestructura ocasiona bajas eficiencias de conducción, lo que se traduce en una pérdida de aproximadamente del 50 % del agua destinada al riego.

## Turismo
La oferta de cuartos noche en el destino es poca si nos referimos a la registrada por la Secretaría de Turismo Estatal, tomando como fuente el Registro Nacional de Turismo; sin embargo la oferta extra hotelera es enorme, las casas de fin de semana en renta, como ocurre en todo el país, han ganado terreno de manera eficiente; así, la oferta hotelera presenta poco más de 487 cuartos/noche y la extra hotelera triplica fácilmente a esta.

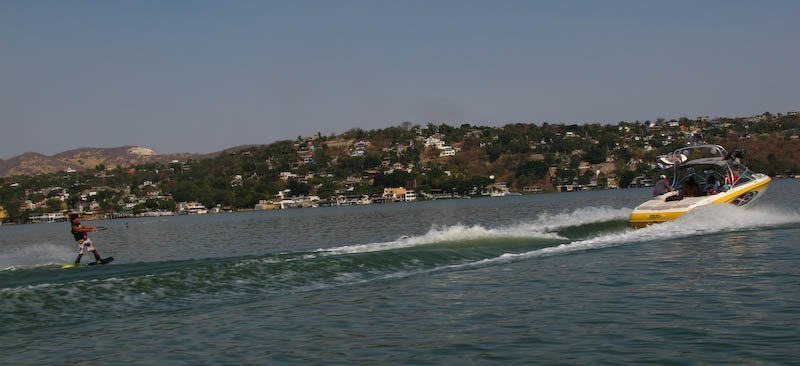
Turismo y deporte

Tequesquitengo se ubica al centro de múltiples atractivos regionales:
La cuarta zona arqueológica más importante del país, la Ciudad Fortaleza de Xochicalco se ubica a menos de 25 minutos de distancia.
Las Grutas de Cacahuamilpa son uno de los sitios más visitados por los turistas del lago ya que en un recorrido en automóvil de menos de 40 minutos pueden contemplar los caprichos de la naturaleza en las entrañas de la tierra.
Los pequeños de la familia siempre recordarán un paseo en el zoológico Zoofari, en 20 minutos compartirán experiencias irrepetibes al observar animales salvajes en su entorno natural.
Los Municipios de Puente de Ixtla, Zacatepec y Jojutla de Juárez atraen a la población de las rancherías vecinas, ya que su oferta comercial es significativa. Estos centros de comercio ofrecen variedad de productos que fácilmente se distibuyen en pequeñas poblaciones de Morelos y Guerrero.

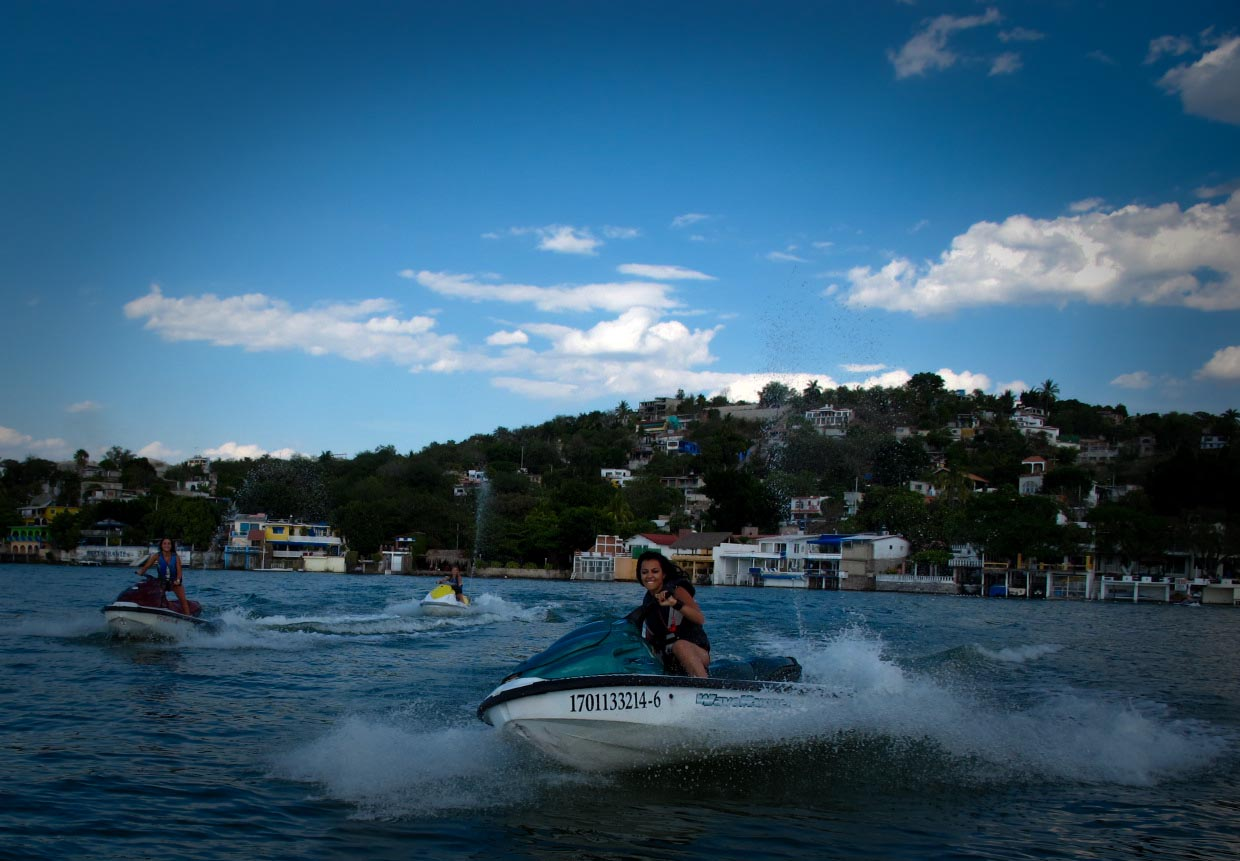
Moto Acuática

El “Programa de Desarrollo Urbano - Turístico para la Región del Lago de Tequesquitengo, Morelos” fue concluido en agosto de 2005 por el Fondo Nacional de Fomento al Turismo (Fonatur), a través de la empresa Centro de Estudios de Urbanismo y Arquitectura, SA de CV (Ceura, S.A. de C.V.), consultor especializado en materia de planificación estratégica y operativa del turismo. Este estudio marca la pauta para lograr un desarrollo planificado, brindando certidumbre al inversionista y a la población en general que permita un futuro armonioso del Lago de Tequesquitengo.
De acuerdo al conteo de población y vivienda 2010 realizado por el Instituto Nacional de Estadística y Geografía, la población de la localidad asciende a 3 mil 548 habitantes; mil 796 mujeres y mil 752 hombres; más del 96% se dedican al turismo en diferentes subsectores.

### Globos Aerostáticos

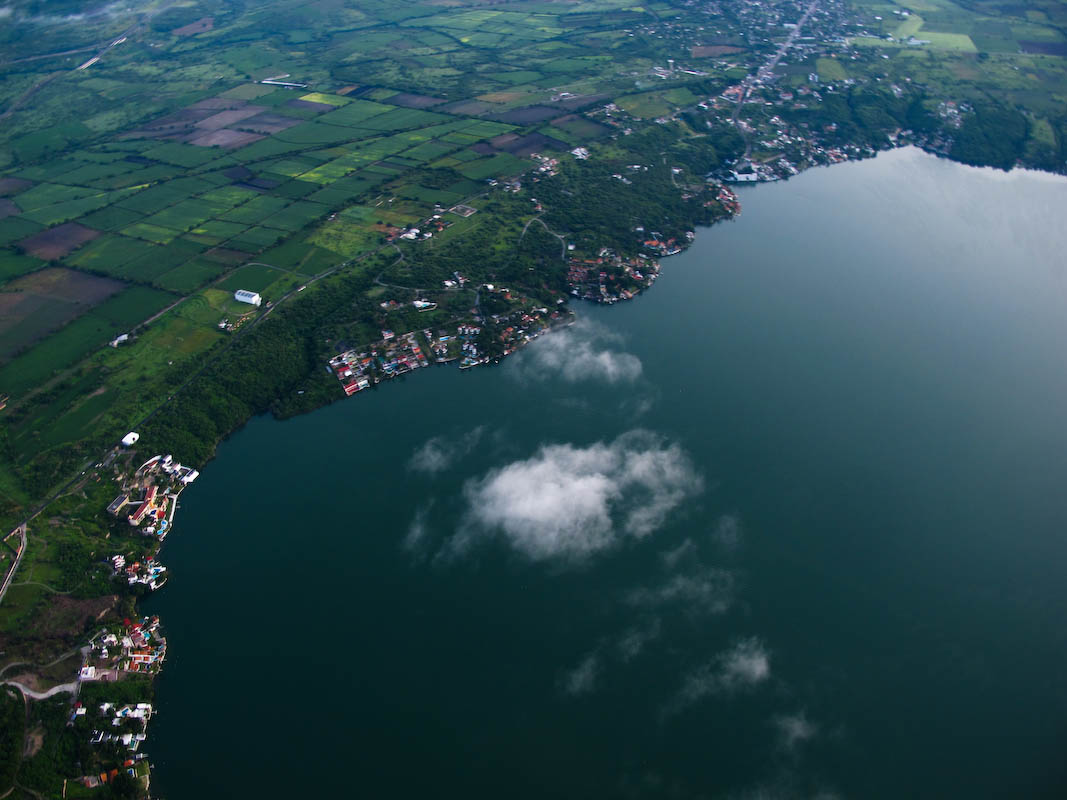
Vuelo en Globo

Con la estrategia de promoción turística realizada en el año 2009 se logró atraer más prestadores de servicios a la región. Por su espectacularidad, los globos aerostáticos son un atractivo visual para los visitantes. Los vuelos en globo aerostáticos se realizan generalmente entre las 6 y 7 de la mañana. En julio de 2012 se realizó el primer salto en paracaídas desde un globo aerostático con los permisos oficiales emitidos por la dirección general de aeronáutica civil. Esta actividad ofrece un atractivo para los aerostatistas del país.

### Buceo
Es bien conocido en el ámbito del buceo el famoso campanario de la iglesia sumergida, el cual es visitado con mucha frecuencia por grupos de buzos ya sea para realizar prácticas durante un curso o simplemente por recreo. Innumerables grupos de buceo intentaron obtener planos de la construcción, sin embargo la baja visibilidad de las aguas dificultó la tarea.

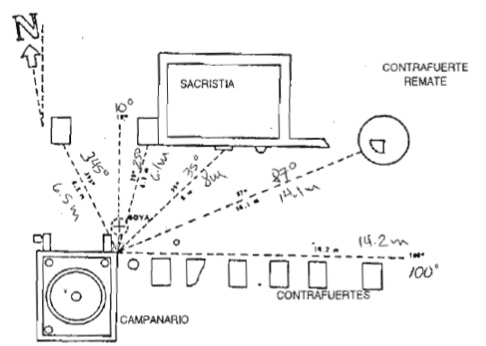
Mapa iglesia sumergida de San Juan Bautista Tequesquitengo

A finales de 1987 un grupo denominado "Proteo" inició los trabajos del proyecto "Pueblo hundido de Tequesquitengo" empleando más de un año de trabajos. En 1989 el grupo de trabajo se convierte en el comité científico de la Asociación de actividades subacuáticas del Distrito Federal ofreciendo al proyecto un carácter profesional.
Durante más de cuatro años se perfeccionaron técnicas de buceo en visibilidad limitada, localización, medición, fotografía, diseño, fabricación y adaptación de equipos y herramientas entre otras tareas.
Este grupo presenta propuestas arquitectónicas y logra planos detallados del lugar, con ello permite la fácil localización de construcciones y mejora la práctica de alumnos del buceo haciendo más segura su práctica.

### Wakeboard

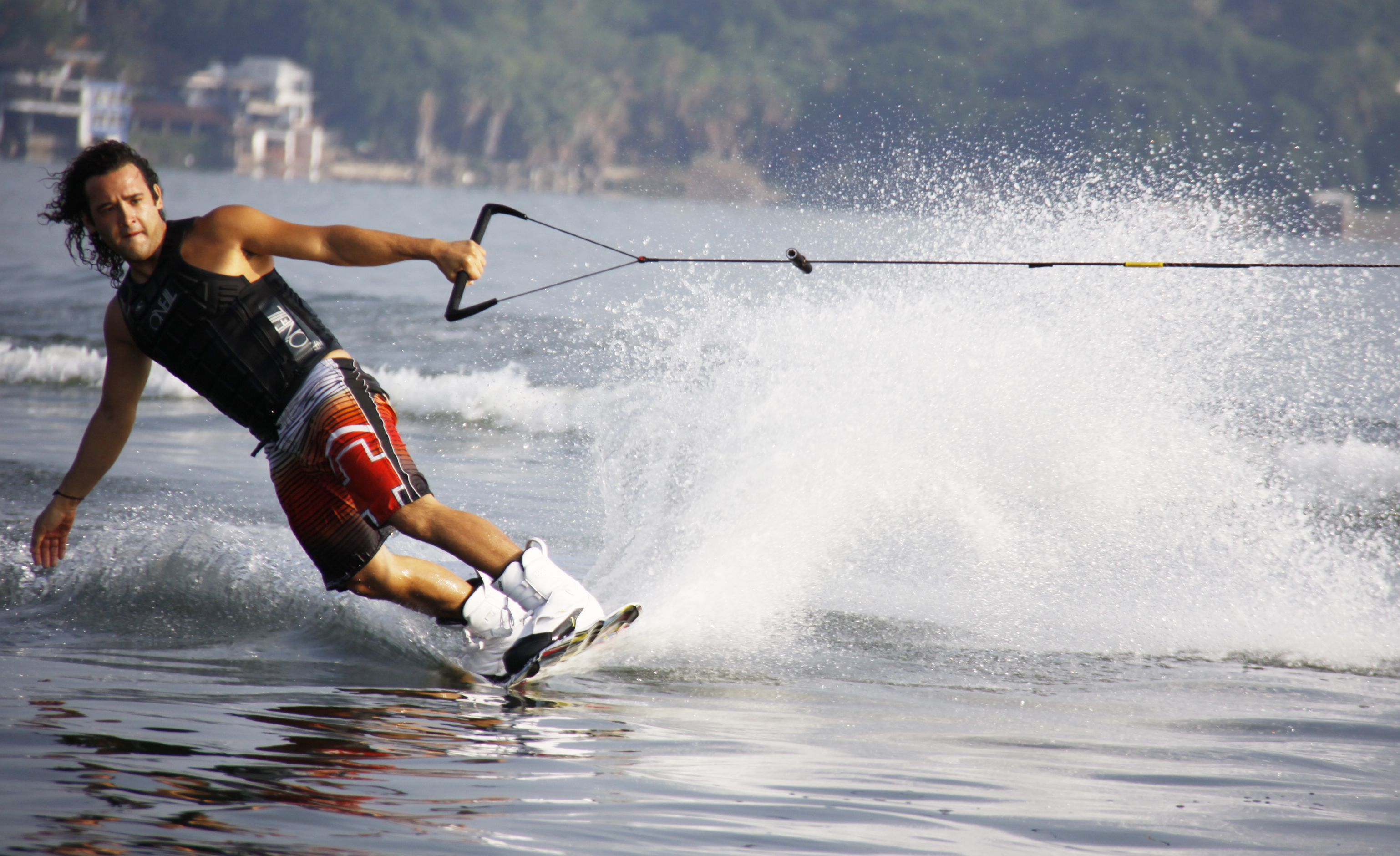
Wakeboard

Tequesquitengo es La Capital Mexicana del Esquí. Cientos de atletas y fanáticos del deporte lo avalan debido a su ubicación geográfica e inmejorable clima.
Cada año se realiza una de las paradas del Tour Nacional de Wakeborad. En el evento se dan cita los riders que buscan los puntos que otorgarán el campeonato al final de la contienda.
Este deporte atrae a miles de esquiadores al año. La práctica constituye un reto físico que debe ser compensado con la práctica que permita una técnica impecable. Las mansas aguas del lago son el escenario perfecto para desarrollar giros de 360 grados en el aire y la ejecución de saltos mortales.
Debido a la exigencia física y vistosidad del deporte, jóvenes de todo el país acuden a los campamentos o "clínicas" impartidos por los profesionales a lo largo del año en el lago.

### Wakesurf

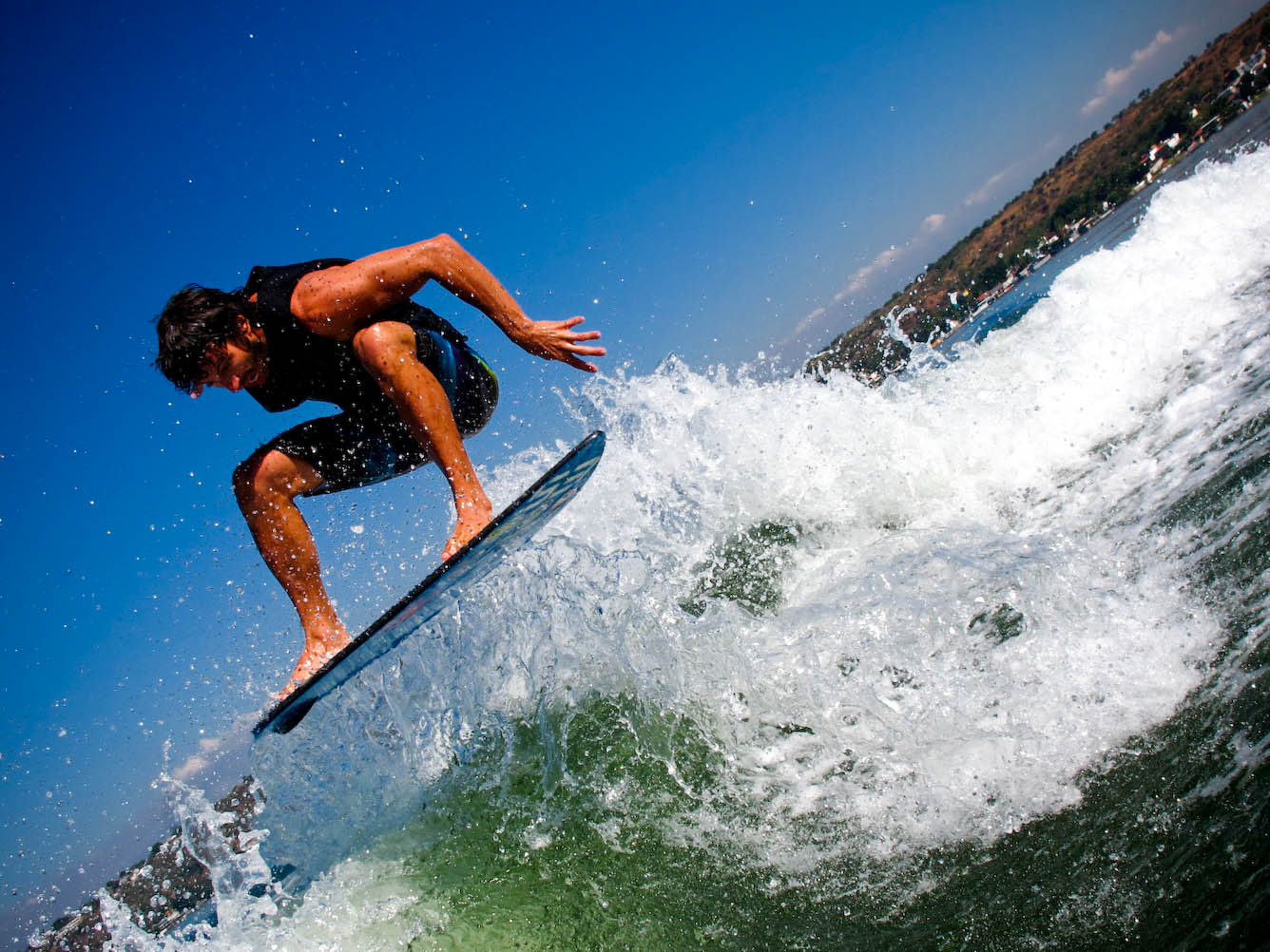
Wakesurf en el lago con Dominic Lagacé

Una modalidad del esquí acuático que ha cobrado fuerza entre los deportistas de la localidad y turistas es el wakesurf.
Dominic Lagacé impulso este deporte al visitar por primera vez el lago en noviembre de 2010. Este extraordinario deportista recorre el mundo impartiendo seminarios y Tequesquitengo es uno de sus lugares favoritos por su clima, aguas mansas y calidez de los lugareños.

### Aviones ultraligeros

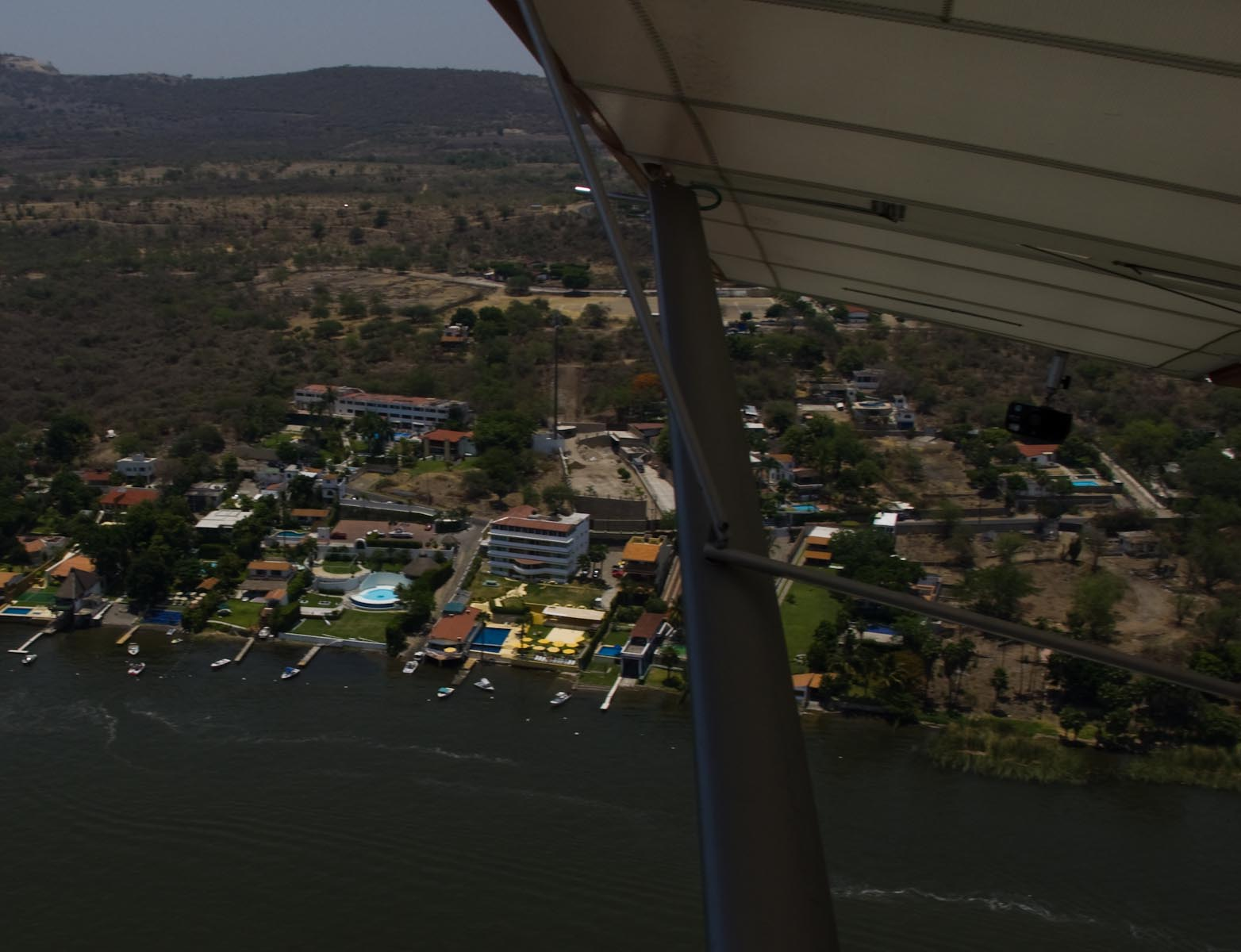
Vuelo en ultraligero sobre la laguna de Tequesquitengo

Las condiciones del clima en la zona son singulares: se puede volar los 365 días del año. En la temporada de lluvias, estas se presentan por la tarde-noche; con ello se obtienen facilidades para sobrevolar el lago y admirar los campos agrícolas y sus diferentes texturas desde un ángulo común, aunado a la aventura que provocan las alturas.
Poco a poco, Tequesquitengo se convierte en un referente para las actividades aéreas ya que se ofrecen, además de los paseos turísticos, los servicios de la escuela para pilotos aficionados a esta práctica y la venta de aeronaves.
Es importante que los pilotos se encuentren certificados por la Dirección General de Aeronáutica Civil, lo mismo que los talleres de reparación. Los fines de semana se dan cita pilotos de distintos puntos del país para aterrizar en las pistas del lago y convivir con sus pares para intercambiar experiencias e incentivar la actividad.

### Paracaidismo

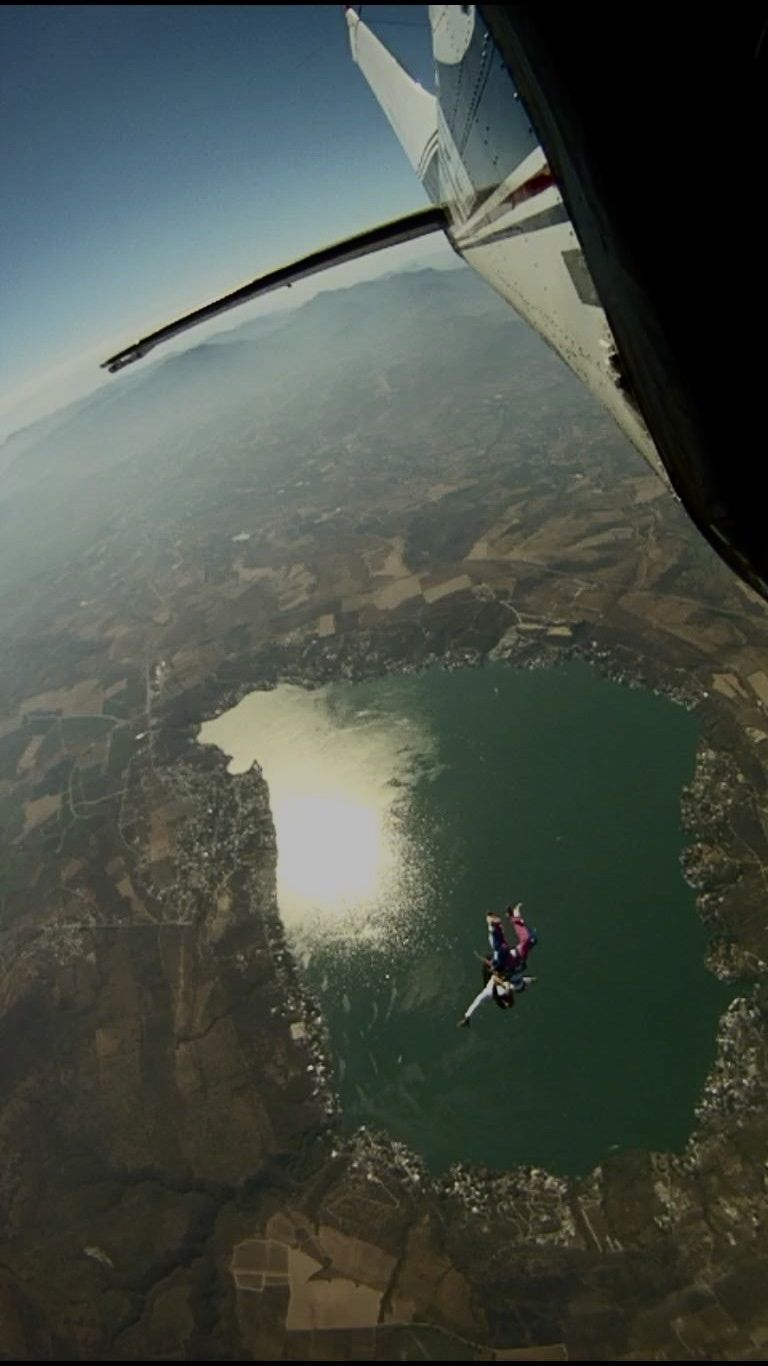
Skydiving-Tequesquitengo

El centro de paracaidismo en el lago de Tequesquitengo es legendario, más de 5 décadas de operación lo convierten en un referente nacional e internacional. Turistas y visitantes logran enfrentar sus miedos al saltar desde una avión en la modalidad "tándem" a más de 12 000 pies sobre el nivel medio del mar, 35 segundos de caída libre a más de 220 kilómetros por hora.

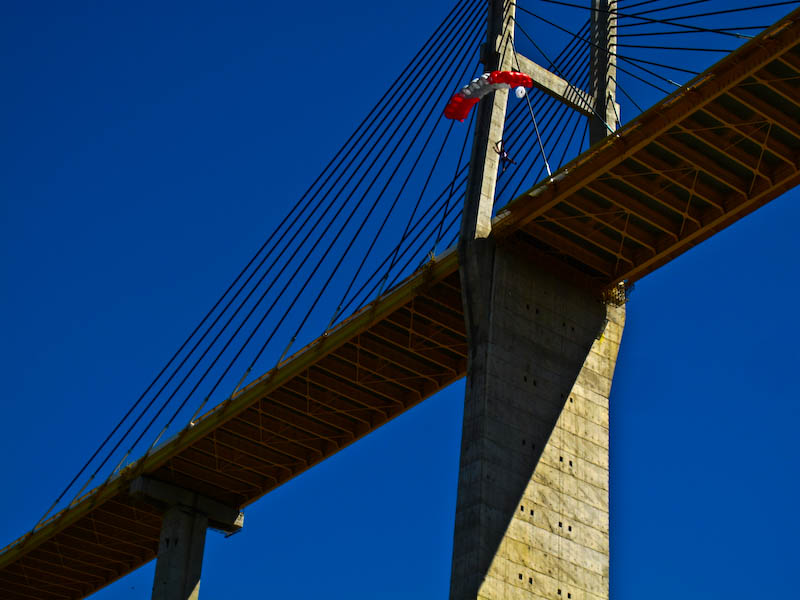
Puente Mezcala

Una de las modalidades del paracaidismo es el Salto B.A.S.E. (del acrónimo B: Building-Edificio; A: Antenna; S: Span-Puente; E: Earth-Tierra (precipicios)) Son saltos con paracaídas especiales desde lugares fijos, a diferencia de los saltos de avión estos equipos solamente cuentan con un paracaídas y no cuentan con dispositivo automático de apertura ya que los tiempos de reacción y distancias no permiten que estos sistemas de seguridad funcionen óptimamente. Cerca de Tequesquitengo se encuentra el puente "Mezcala" donde los amantes del deporte extremo se reúnen para practicar estos saltos desde 160 metros de altura.
Para realizar un salto B.A.S.E. es necesario ser paracaidista con al menos 200 saltos en bitácora.

### Triatlón Tequesquitengo

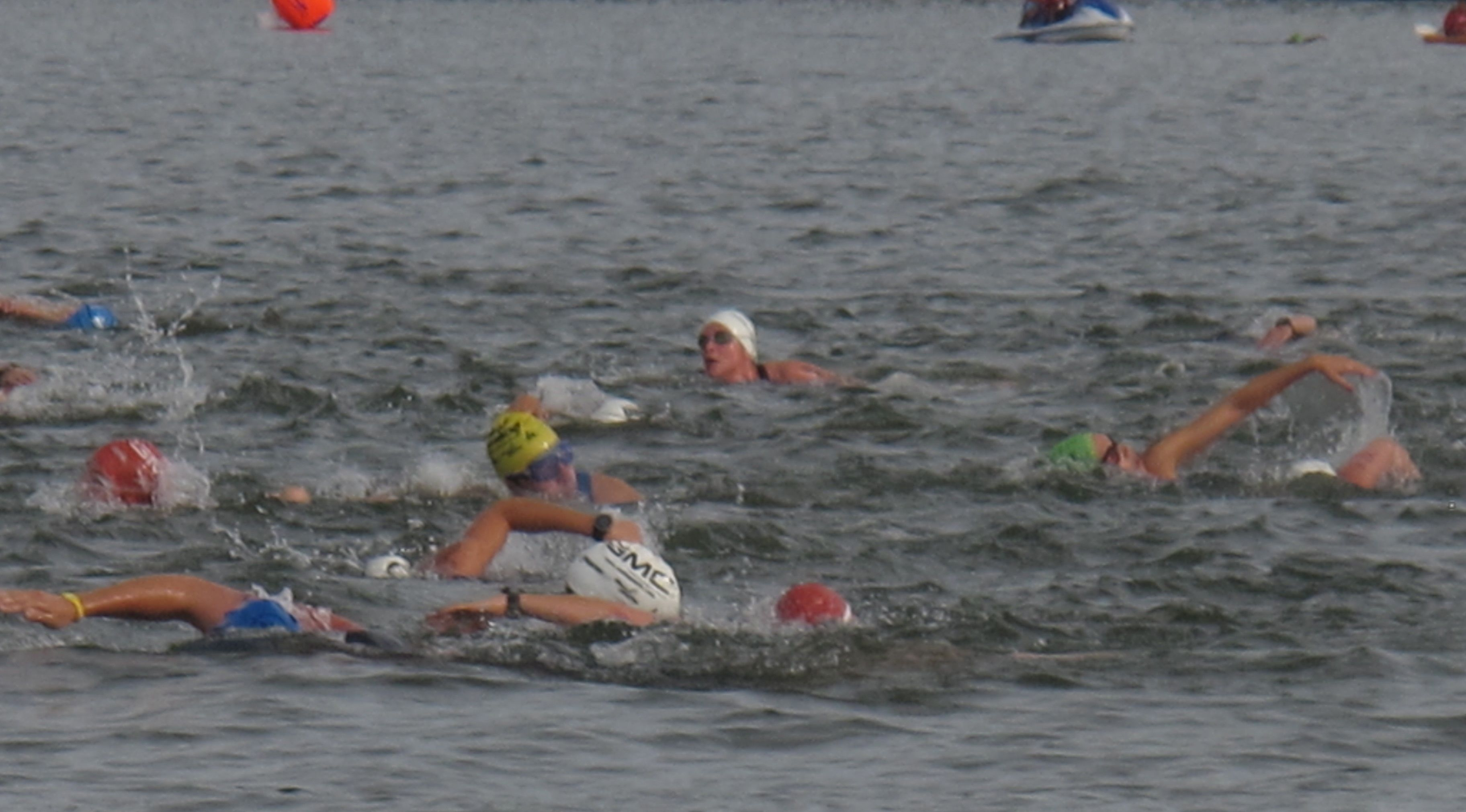
Triatlón

El 25 de junio de 2011 se llevó a cabo el 1.er triatlón de este siglo ya que se suspendió en 1991; así 20 años después se dieron cita cerca de 1500 competidores en distintas categorías.
La prueba fue un éxito; atletas, organizadores y el gobierno del estado se manifestaron complacidos, refrendando su compromiso de consolidar al lago como una de las paradas oficiales del evento.
La Federación Mexicana de Triatlón transmitió por primera vez una justa de este tipo vía Twitter.
El 26 de mayo de 2012 se realizó en 2º Triatlón Tequesquitengo, se realizaron las modalidades "corto", "súper sprint" y "relevos". En esta ocasión se limitó la inscripción a dos mil competidores; por la cercanía con la Ciudad de México se logra una gran afluencia de acompañantes y deportistas.

### Descenso de río

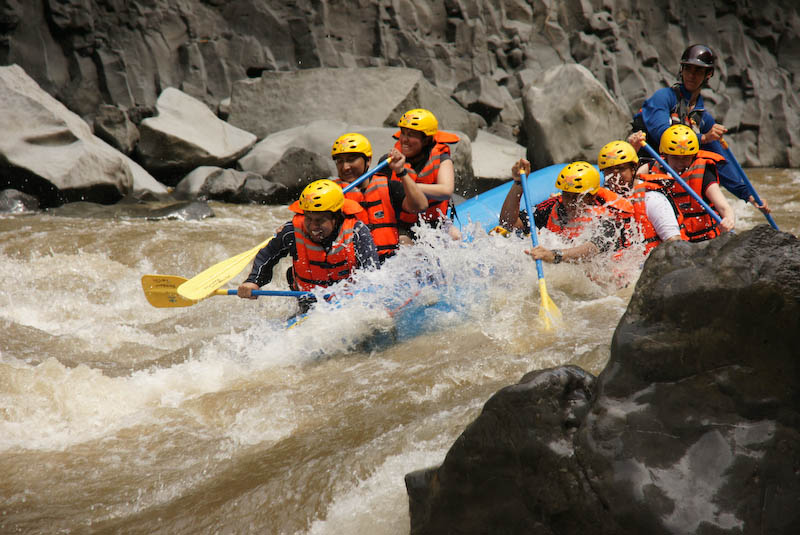
Balsismo en el Río Amacuzac

La temporada de lluvias trae consigo la oportunidad de realizar el descenso de río sobre una balsa. A 15 minutos del lago se encuentra el poblado de Chisco. Diversas compañías de deportes extremos ofrecen esta experiencia a los visitantes. La cercanía del lugar atrae al turismo de la Ciudad de México.
El "alto Amacuzac" es un río clase II apto para navegar en familia. El "bajo Amacuzac" presenta más de 20 rápidos clase III y IV entre los que destacan: "El Yaute", "El quita crudas" y "La licuadora".
La selva que rodea el curso del río ofrece paisajes y vegetación exuberante.

### La marca y promoción turística

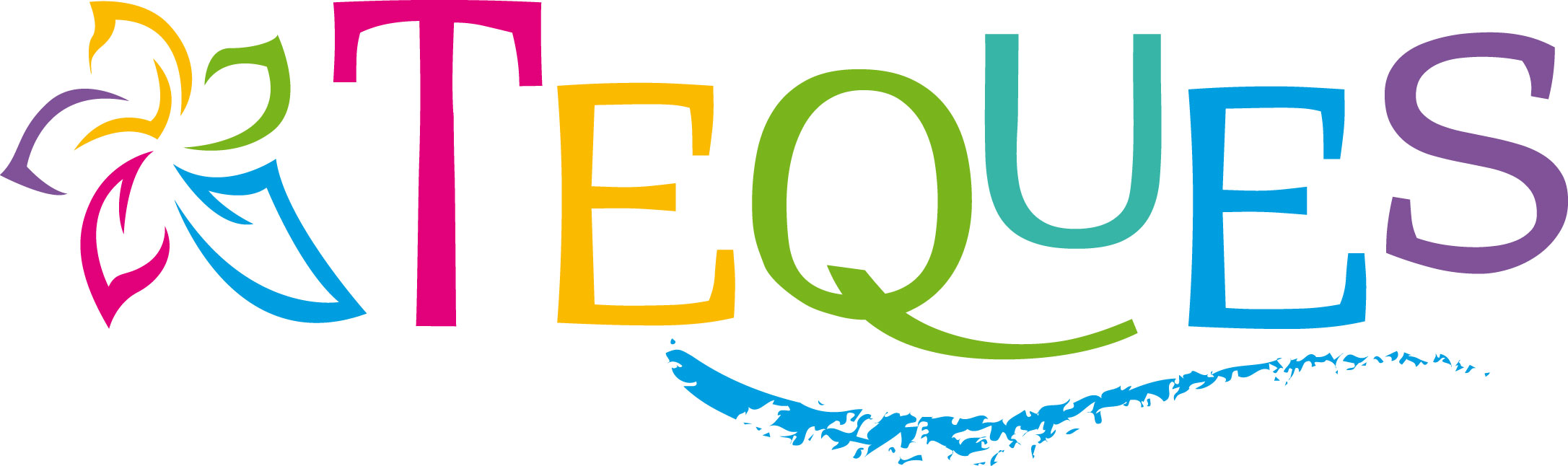
Imagen turística

En diciembre de 2009 se logra un acuerdo entre los prestadores de servicios: crear una imagen de uso libre con el objetivo de mejorar la promoción del lugar.
Sin la intención de hacerlo, Tequesquitengo se convierte en el primer destino turístico con una marca definida de uso libre que se rige por un manual de identidad. Por encima de la marca "Morelos: La Primavera de México" y de los destinos turísticos alternativos: Cuernavaca, Tepoztlán y Cuautla; Teques toma la ventaja en el tema de la promoción turística.